# Funció de correlació (mecànica estadística)

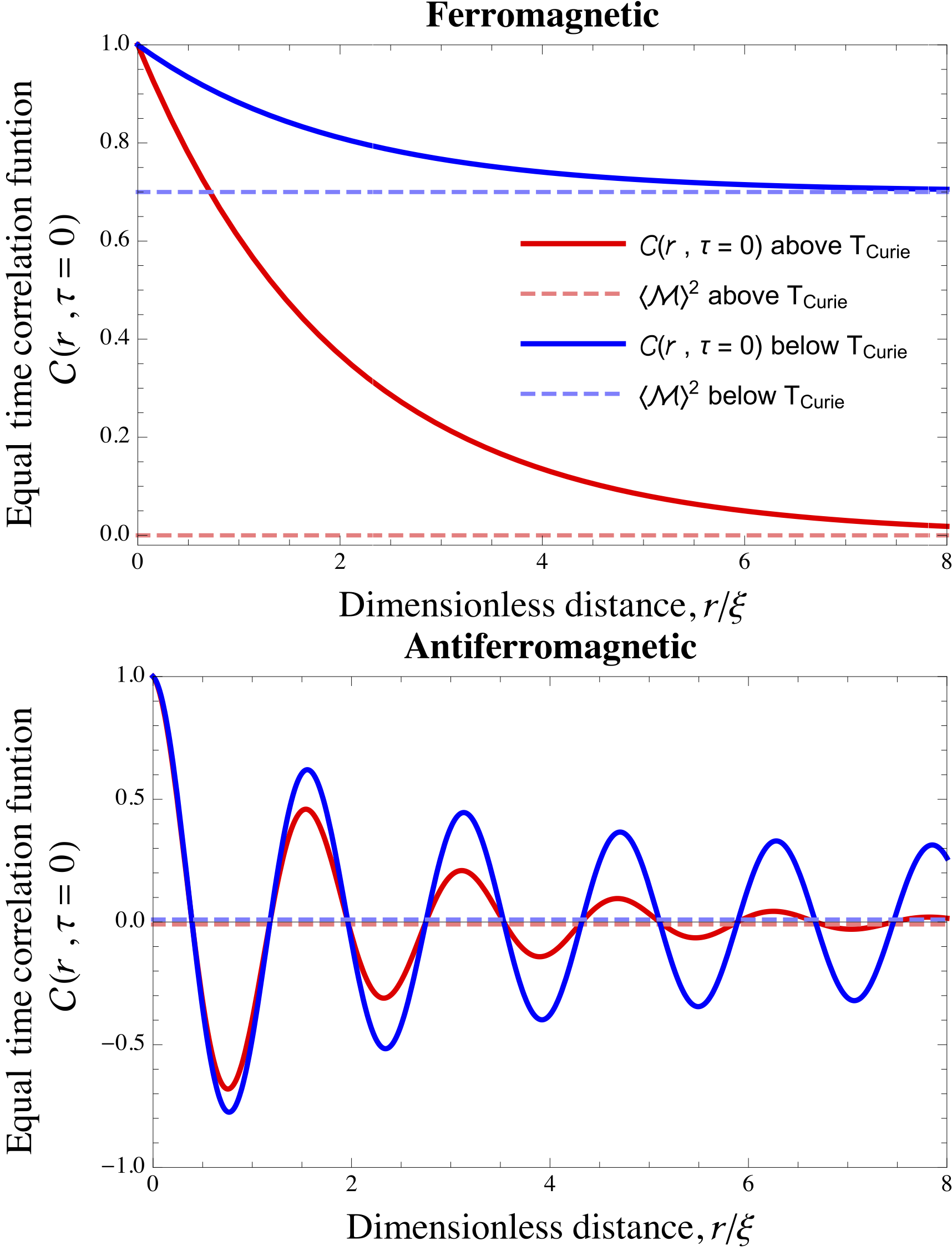
Funcions esquemàtiques de correlació de gir en temps igual per a materials ferromagnètics i antiferromagnètics tant per sobre com per sota enfront de la distància normalitzada per la longitud de correlació,. En tots els casos, les correlacions són més fortes més properes a l'origen, cosa que indica que un gir té la influència més forta en els seus veïns més propers. Totes les correlacions disminueixen gradualment a mesura que augmenta la distància del gir a l'origen. Per sobre de la temperatura de Curie, la correlació entre els girs tendeix a zero a mesura que la distància entre els girs es fa molt gran. En canvi, a continuació, la correlació entre els girs no tendeix cap a zero a grans distàncies, sinó que decau a un nivell coherent amb l'ordre de llarg abast del sistema. La diferència en aquests comportaments de decadència, on les correlacions entre variables aleatòries microscòpiques esdevenen zero versus diferents de zero a grans distàncies, és una manera de definir l'ordre a curt i llarg abast.

En mecànica estadística, la funció de correlació és una mesura de l'ordre en un sistema, tal com es caracteritza per una funció de correlació matemàtica. Les funcions de correlació descriuen com es relacionen les variables microscòpiques, com ara el gir i la densitat, en diferents posicions. Més específicament, les funcions de correlació quantifiquen com les variables microscòpiques co-varien entre si de mitjana a través de l'espai i el temps. Un exemple clàssic d'aquestes correlacions espacials és en materials ferromagnètics i antiferromagnètics, on els girs prefereixen alinear-se paral·lels i antiparal·lels amb els seus veïns més propers, respectivament. La correlació espacial entre els girs en aquests materials es mostra a la figura de la dreta.

## Definicions
La definició més comuna d'una funció de correlació és la mitjana del conjunt canònic (tèrmic) del producte escalar de dues variables aleatòries, {\displaystyle s_{1}} i {\displaystyle s_{2}}, a les posicions {\displaystyle R} i {\displaystyle R+r} i temps {\displaystyle t} i {\displaystyle t+\tau } :{\displaystyle C(r,\tau )=\langle \mathbf {s_{1}} (R,t)\cdot \mathbf {s_{2}} (R+r,t+\tau )\rangle \ -\langle \mathbf {s_{1}} (R,t)\rangle \langle \mathbf {s_{2}} (R+r,t+\tau )\rangle \,.}Aquí els parèntesis, {\displaystyle \langle \cdot \rangle }, indiqueu la mitjana tèrmica esmentada anteriorment. És important tenir en compte aquí, però, que tot i que els claudàtors s'anomenen mitjana, es calculen com a valor esperat, no com a valor mitjà. És una qüestió de convenció si es resta el producte mitjà no correlacionat de {\displaystyle s_{1}} i {\displaystyle s_{2}}, {\displaystyle \langle \mathbf {s_{1}} (R,t)\rangle \langle \mathbf {s_{2}} (R+r,t+\tau )\rangle } del producte correlat, {\displaystyle \langle \mathbf {s_{1}} (R,t)\cdot \mathbf {s_{2}} (R+r,t+\tau )\rangle }, amb la convenció diferent segons els camps. Els usos més habituals de les funcions de correlació són quan {\displaystyle s_{1}} i {\displaystyle s_{2}} descriure la mateixa variable, com ara una funció de correlació gir-spin, o una funció de correlació posició-posició de partícula en un líquid elemental o sòlid (sovint anomenada funció de distribució radial o funció de correlació de parells). Les funcions de correlació entre la mateixa variable aleatòria són funcions d'autocorrelació. Tanmateix, en mecànica estadística, no totes les funcions de correlació són funcions d'autocorrelació. Per exemple, en fases condensades multicomponent, la funció de correlació de parells entre diferents elements és sovint d'interès. Aquestes funcions de correlació de parells d'elements mixts són un exemple de funcions de correlació creuada, com les variables aleatòries {\displaystyle s_{1}} i {\displaystyle s_{2}} representen les variacions mitjanes de la densitat com a posició de funció per a dos elements diferents.

## Aplicacions

### Magnetisme
En un sistema de gir, la funció de correlació en temps igual està especialment ben estudiada. Descriu la mitjana del conjunt canònic (tèrmic) del producte escalar dels girs en dos punts de gelosia en tots els ordenaments possibles: {\displaystyle C(r)=\langle \mathbf {s} (R)\cdot \mathbf {s} (R+r)\rangle \ -\langle \mathbf {s} (R)\rangle \langle \mathbf {s} (R+r)\rangle \,.} Aquí els parèntesis signifiquen la mitjana tèrmica esmentada anteriorment. Es mostren gràfics esquemàtics d'aquesta funció per a un material ferromagnètic a sota, a i per sobre de la seva temperatura de Curie a l'esquerra.
Fins i tot en una fase magnèticament desordenada, els girs en diferents posicions estan correlacionats, és a dir, si la distància r és molt petita (en comparació amb alguna escala de longitud). {\displaystyle \xi } ), la interacció entre els girs farà que estiguin correlacionats. L'alineació que sorgiria naturalment com a resultat de la interacció entre els girs és destruïda pels efectes tèrmics. A altes temperatures s'observen correlacions que decaen exponencialment amb l'augment de la distància, amb la funció de correlació donada de manera asimptòtica per
{\displaystyle C(r)\approx {\frac {1}{r^{\vartheta }}}\exp {\left(-{\frac {r}{d}}\right)}\,,}
on r és la distància entre els girs, i d és la dimensió del sistema, i {\displaystyle \vartheta } és un exponent, el valor del qual depèn de si el sistema es troba en la fase desordenada (és a dir, per sobre del punt crític), o en la fase ordenada (és a dir, per sota del punt crític). A altes temperatures, la correlació disminueix a zero exponencialment amb la distància entre els girs. La mateixa decadència exponencial en funció de la distància radial també s'observa a continuació {\displaystyle T_{c}}, però amb el límit a grans distàncies essent la magnetització mitjana {\displaystyle \langle M^{2}\rangle }. Precisament en el punt crític es veu un comportament algebraic
{\displaystyle C(r)\approx {\frac {1}{r^{(d-2+\eta )}}}\,,}
on {\displaystyle \eta } és un exponent crític, que no té cap relació simple amb l'exponent no crític {\displaystyle \vartheta } presentat anteriorment. Per exemple, la solució exacta del model d'Ising bidimensional (amb interaccions ferromagnètiques de curt abast) dona precisament a la criticitat {\displaystyle \eta ={\frac {1}{4}}}, però per sobre de la criticitat {\displaystyle \vartheta ={\frac {1}{2}}} i per sota de la criticitat {\displaystyle \vartheta =2}.